# Севвостлаг
Севвостлаг (на руски: Северо-восточный лагерь), или известен още като СВИТЛ (Северо-восточный исправительно-трудовой лагерь), е структурна единица на системата ГУЛАГ, действаща на територията на Колимския край за обезпечаване с робски труд производствено-добивно-строителния тръст Далстрой. Лагерът е организиран през 1932 г., действа в структурите на ОГПУ, НКВД, МВР на СССР, а след 1957 г. е реорганизиран като Изправително-трудова колония на МВР на РСФСР. Достига до 80 отделни лагера с над 170 000 лагеристи (1951 г), разхвърляни на територия от 3 милиона km2 по поречията на реките Колима, Индигирка и техните притоци.

## Създаване
Още от началото на XX век плъзва информация, че в необятния Колимски край има златни залежи. Това се потвърждава както от единични индивидуални златотърсачи, така и от трите геоложко-проучвателни експедиции (1926 – 1930). Лично Сталин подписва Постановление на ЦК на ВКП (б) „За Колима“ от 1931 г. за създаване на строително-промишлен тръст Далстрой с цел добив на злато и други стратегически метали. Поради нулевата населеност на Колима е необходимо да се прехвърлят специалисти и работна сила от други райони. Ръководните и инженерно-техническите кадри на Далстрой са „волнонаемни“, а на базата на „Постановление за използване на труда на углавни затворници“ от 1929 г., за изпълнение на тежките трудови дейности се предвижда да се използват затворници и лагерсти с присъди над 3 години.
Така, по заповед на ОГПУ от април 1932 г., е създаден Севвостлаг с първи началник Родион Васков, и още от следващия месец към залива Нагаев (където по-късно е създаден Магадан) започват да се конвоират първите затворници от други лагери. Само за първите две години броят им достига 16 000 души и във времето ще продължава да расте.

## Структура и численост
Севвостлаг е създаден за снабдяване с жива сила на тръста Далстрой и всички строителни и производствени задачи се задават от неговото ръководство, съставено от чекисти и офицери от НКВД. Далстрой ръководи дейността на подразделенията на Севвостлаг, обезпечава за своя сметка изхранването, настаняването и транспортирането на лагеристите, екипирането им с дрехи и работни инструменти – главно кирки, лопати и бригадирски колички. Механизацията на труда е силно ограничена, но постепенно се създава и автопарк и пътно-строителни машини. От друга страна, дейността по конвоиране и въоръжена охрана на лагерните подразделения се извършва от силовите структури – последователно от ГПУ, НКВД и МВР на СССР. Същевременно, съответните началници на охраната на отделните подразделения от Севвостлаг се явяват и заместник-началници от структурата на Далстрой. Към началото на 1937 год. се оформят Севлаг и Юглаг (Северен и Южен лагер), Стройлаг – към Управление на минно-промишленото строителство, Дорлаг – лагер към Управление за пътно строителство, Транслаг – към Управление на транспорта, Бутугичаг за добив на уран, дори Разведлаг – към Управление за проучване на полезните изкопаеми и мн.др. В същото време, лагерните подразделения не се считат за отделни лагери, а само като части от единния Севвостлаг, подчинен на Далстрой.
Охраната на лагерите, производствените обекти и складовете се осъществява от военизирана охрана и от териториалните подразделения на НКВД и РСМ (Работническо-селска милиция). Към 1937 г. включва щаб, 6 отделни дивизиона, 4 отделни взвода, кавалерийски взвод и развъдник за служебни кучета. Числеността на охраната през същата година включва 1575 души за конвоиране и обслужване на лагерите (от които 928 волнонаемни и 647 затворници), а за охрана на ведомствени обекти, пристанища, складове и др. – 1000 души (от които 572 волнонаемни и 428 затворници).
По данни на Магаданския областен краеведски музей, броят лагеристи през годините е както следва: 1932 г. – 9900 души затворници, 1933 – 27 400, 1934 – 32 300, 1935 – 44 600, 1936 – 62 700, 1937 – 80 300, 1938 – 94 000, 1939 – 163 500, 1940 – 176 700, 1941 – 148 300, 1942 – 126 000, 1943 – 76 600, 1944 – 87 300, 1945 – 69 400, 1946 – 79 600, 1947 – 106 900, 1948 – 108 700, 1949 – 131 800, 1950 – 157 000, 1951 – 170 600, 1952 – 151 100, 1953 – 88 100, 1954 – 72 200, 1955 – 39 600, 1956 – 23 900, 1957 – няма данни, лагерът е ликвидиран.
По данни на Държавния архив на Магаданска област, към лятото на 1951 година в архивите на Севвостлаг е имало 501 271 дела на лагеристи-затворници, от които 125 316 – починали.
По данни на Федералната служба за изтърпяване на наказания в Магаданска област, от 1932 до 1953 г. в лагери са въдворени 740 343 души, като в следващите години броят изпратени значително спада до закриването на лагерите и на Далстрой през 1957 г. Така общият брой лагеристи за целия период е около 800 000 души, от които около 130 000 се водят починали (по болест, производствен травматизъм, премръзване и недохранване, лагерен бандитизъм) и 10 000 – разстреляни.

## Производствена дейност
Основната цел на тръста Далстрой и на прикрепените към него структури на Севвостлаг е добивът на злато, но и на други стратегически суровини като калай, уранова руда, волфрам, кобалт, въглища и др. Добива се и дървесина в огромни мащаби за нуждите на Далстрой. Затова се изграждат пътища, пристанища, теснолинейни жп линии, промишлено и гражданско строителство, включително електроцентрали и електропроводи. За периода 1932 – 1941 г. в Колимския край са построени 3100 км пътища, морски и речни пристанища. През тези години в пътното строителство са заети до 11 000 затворника, като лагерните пунктове са подвижни – били премествани заедно с напредването на трасето.
След построяване на съответния участък част от лагеристите се пренасочват към добива на злато. През 1932 г. са заети около 1000 затворника (10,2% от лагеристите), през 1937 броят възлиза на близо 24 000 души (29,8% от лагеристите), 1938 г. – 48 250 души (82,5%), а през 1941 г. – 116 579 затворника (78,6% от лишените от свобода).
Огромният обем от работите се върши ръчно. Багери се въвеждат едва през 1935 г. (9,3% от изкопните работи, останалите 90,3% са извършили лагеристите). Най-ниска степен на механизация се пада на 1937 г. (6,4%), като постепенно нараства до 17,4% през 1940 и 34,1% през 1941 г.

## Амнистия 1953 и закриване 1957
След смъртта на Сталин (5 март 1953) въз основа на Указ на Президиума на ВС на СССР започва поетапно освобождаване на затворници с нетежки стопански, граждански и воински престъпления, с по-леки присъди или на възраст над 60 години. Към тази дата лагеристите в Севвостлаг са около 145 500. В различните източници се посочват силно вариращи данни за броя на амнистираните – 39 900, 52 100, до 76 000 души. По мнението на историци и икономисти, предприятията на Далстрой изпадат в „критично положение“ от отнетата работна ръка, а престъпността в Колимския край в частност силно нараства, тъй като са амнистирани и много криминални.
Съгласно Постановление на Съвета на министрите на СССР от 18 март 1953 г. тръстът Далстрой е предаден на Министерство на металургичната промишленост на СССР. Лагерните подразделения на Севвостлаг преминават към ГУЛАГ на Министерство на правосъдието на СССР, като на тяхна база е създадено Управление на североизточните изправително-трудови лагери (УСВИТЛ). Независимо че тръстът и лагерната структура са предадени към различни ведомства, тясната връзка между тях е запазена – началникът на Далстрой по съвместителство е началник и на УСВИТЛ. 

## Известни лагеристи
Варлам Шаламов – руски писател, автор на „Колимски разкази“ и други сборници за Севвостлаг.